# Rachel Riley
Rachel Annabelle Riley (Rochford, 11 gennaio 1986) è una conduttrice televisiva britannica.

## Biografia

### Carriera televisiva
Laureata in matematica, il suo debutto televisivo è avvenuto nel programma Countdown a 22 anni. Nel programma, lei è incaricata di risolvere calcoli in modi diversi in 30 secondi, in caso i concorrenti non siano stati in grado. Da anni cerca di rendere lo studio della matematica e delle scienze più popolari tra i giovani.
Ha co-presentato insieme a Jeff Stelling (2009–2011) e successivamente a Nick Hewer (2012) il programma Countdown su Channel 4 e il suo spin-off comico 8 Out of 10 Cats Countdown insieme a Jimmy Carr.
Ha anche co-presentato insieme a Jason Bradbury il programma The Gadget Show in onda su Channel 5 (2013-14) e It's Not Rocket Science insieme a Ben Miller e Romesh Ranganathan sul canale ITV (2016). È stata anche una concorrente del show televisivo di danza Strictly Come Dancing in onda sulla BBC nel 2013. Nel 2016–2017 ha lavorato come co-presentatrice per Sky Sports britannica nei programmi Fantasy Football Club insieme a Jeff Stelling e in Friday Night Football con Max Rushden e Paul Merson.